# Mark A
Der medium Tank Mark A, auch Whippet, war ein frühes Panzermodell der Zeit des Ersten Weltkrieges aus britischer Produktion. Er war der erste Kavalleriepanzer überhaupt und unterschied sich grundsätzlich von den anderen Panzern seiner Zeit. Er erreichte eine für damalige Verhältnisse hohe Geschwindigkeit (13 km/h), die durch zwei separat laufende 45-PS-Tylor-Vierzylinder-Motoren erreicht wurde, und war eher leicht gepanzert. Jeder der beiden Motoren hatte eine eigene Kupplung und Getriebe und trieb je eine Kette an. Das Lenkrad war direkt mit den Gashebeln verbunden, sodass beim Drehen auf einem Motor mehr, auf dem anderen weniger Gas gegeben wurde. Außerdem besaß er ein ungefedertes Kettenlaufwerk, das sehr flach ausgeführt war, was Gewicht sparte und ihn relativ wendig machte. Der Kampfraum, in dem der Fahrer, der Kommandant und zwei MG-Schützen untergebracht waren, befand sich am Heck des Fahrzeugs. Darüber befand sich ein fester facettierter Aufbau mit einem Hotchkiss-Maschinengewehr auf jeder Seite. Da der Platz im Mark A sehr beengt war, wurde zumeist ein Schütze weggelassen.
Schon vor dem Kampfeinsatz des ersten Mark I zeichnete sich für viele Experten ab, was in der Folgezeit zur Gewissheit werden sollte. Die großen und relativ schwerfälligen Mark-I-Panzer waren zwar gut dafür geeignet, Lücken in die feindliche Verteidigung zu reißen, nicht jedoch dazu, weiter in das feindliche Hinterland vorzudringen oder eroberte Stellungen zu halten. Das bei Panzerangriffen eingenommene Gebiet ging oftmals kurz darauf durch Gegenangriffe verloren. Aus dieser Erkenntnis heraus entsprang die Notwendigkeit zum Bau eines schnellen und wendigen Panzers, um diese Lücken im taktischen Einsatz des Mark I auszugleichen. Im Dezember 1916 legte Sir William Tritton, der schon den Little Willie konstruiert hatte, dem Munitionsministerium die Pläne für ein Fahrzeug vor, das er 'Tritton Chaser' oder 'Tritton No. 2 Light Machine' nannte und mit dessen Entwurf er schon Mitte 1916 begonnen hatte. Dieser Panzer wurde eingehend getestet und ging im Juni 1917 unter dem Namen Medium Tank Mark A in Produktion (erste Bestellung 200 Stück). Die ersten zwei Exemplare wurden Dezember 1917 angeliefert.

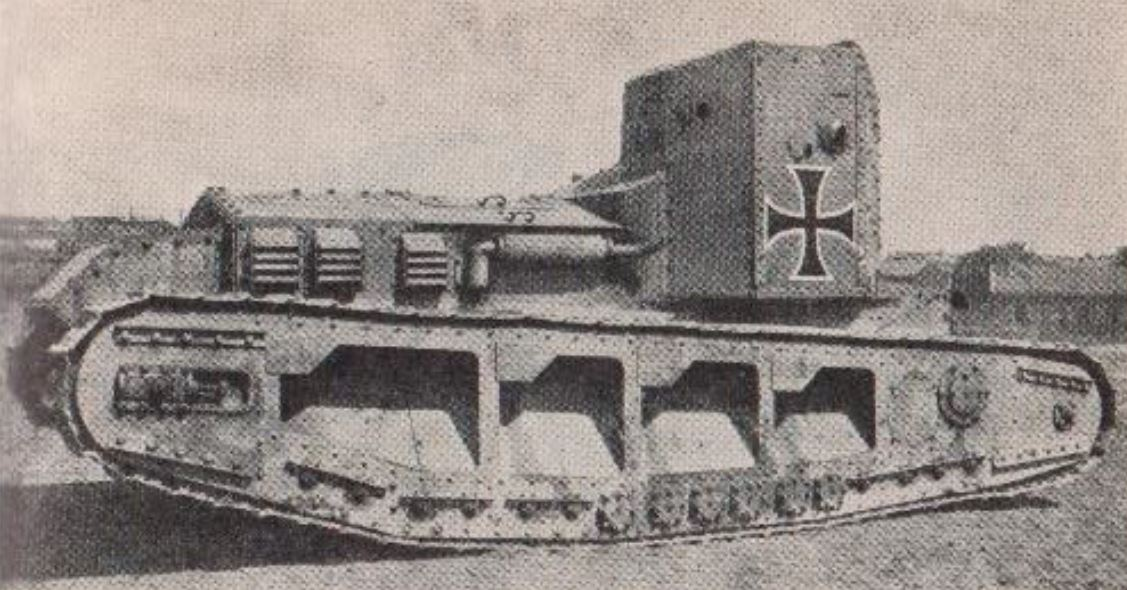
Von Deutschland erbeuteter Whippet

Der erste Kampfeinsatz des Whippet fand im März 1918 gegen die deutsche Frühjahrsoffensive statt. In den folgenden Einsätzen sollte er sich als ein unverzichtbarer Bestandteil der alliierten Kriegsführung etablieren. So drangen z. B. Mark A in der Schlacht von Amiens am 8. August 1918 in einer Kombination mit Kavallerieeinheiten 16 km weit hinter die deutschen Linien vor. Die Taktik der Alliierten war es, mit den schweren Mark V Lücken in die feindliche Verteidigung zu reißen und die Infanterie zu beschäftigen. Gleichzeitig sollten die französischen Panzer mit ihren weit reichenden 75-mm-Kanonen (Schneider CA1 oder St. Chamond) Bunker und Artilleriestellungen angreifen, worauf die Whippets in das feindliche Hinterland vordrangen und versuchten, dort möglichst viel Schaden anzurichten.
Neben großen Vorteilen für die taktische Gefechtsführung hatte der Whippet auch Nachteile: So war die Steuerung recht kompliziert, weshalb der Mark A (z. B. wenn die Fahrer versuchten besonders enge Kurven zu fahren, indem sie eine Kette rückwärts und die andere vorwärts laufen ließen) leicht abgewürgt wurde. Im schlechtesten Falle konnten dabei sogar die Ketten abreißen.
Auch konnte die Panzerung leicht durchschlagen werden – bei den schweren Verwandten war es aber nicht anders. Auch hätte die Leistung des Whippet besser sein können, wie der Tank Corps Central Workshop (zentrale Reparaturwerkstatt des Panzerkorps) im Sommer 1918 bewies. Dort wurde ein Mark A mit einem 360-PS-Rolls-Royce Eagle-Motor, dem Getriebe eines Tank Mark V und einer Federung ausgestattet, was ihm eine Geschwindigkeit von bis zu 50 km/h ermöglichte. Diese Version ging aber nie in Serie.

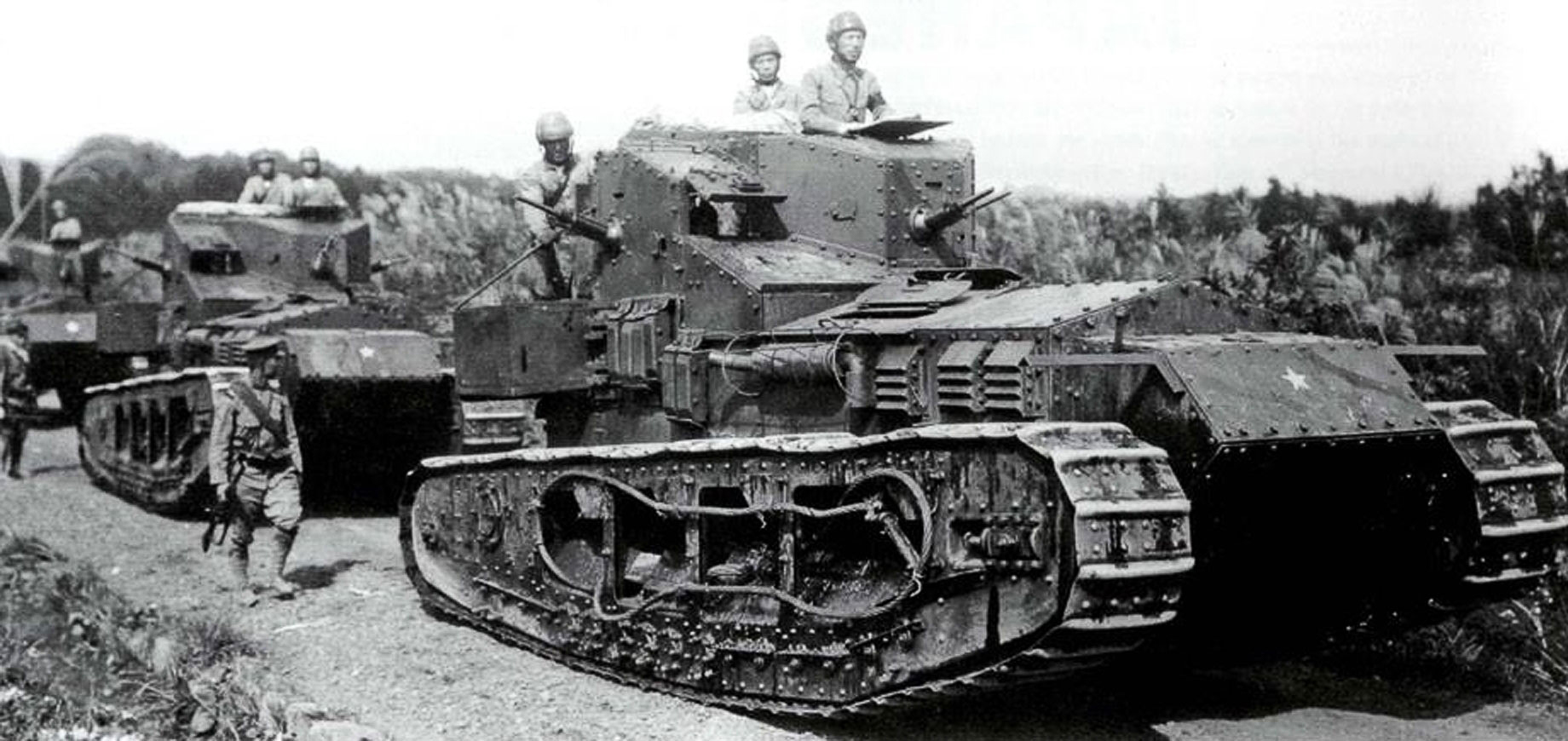
Mark A in japanischen Diensten

Nach dem Ersten Weltkrieg wurden sechs Mark A nach Japan exportiert. Sie blieben bis um das Jahr 1930 in Dienst.
Der Nachfolger des Mark A war der eher erfolglose Medium Mark B.

## Technische Daten
- Gewicht: 14,2 t
- Breite: 2,6 m
- Länge: 6,1 m
- Höhe: 2,7 m
- Bewaffnung: drei bis vier Hotchkiss-MGs
- Besatzung: 3–4 Mann
- Max. Panzerung: 14 mm
- Aktionsradius: 130 km
- Motorleistung: insgesamt 90 PS
- Geschwindigkeit: 13,4 km/h